# Bete jezik
Bete jezik (ISO 639-3: byf), gotovo izumrli jezik koji se donedavno smatrao neklasificiranim. pripada nigersko-kongoanskoj velikoj porodici, i užoj benue-kongoanskoj skupini, unutar koje uz još 19 jezika čini užu skupinu jukunoid.
Pripadnici plemena Bete sve više govore jezikom jukun [jbu], a sastoje se od šest užih plemenskih skupina: Aphan (Afan), Ruke, Osu, Agu, Botsu i Humiyan. 
Bete se govori u državi Taraba, a prema nekim podacima srodan mu je jedan drugi neklasificirani jezik, lufu [ldq], iz iste države, 

## Vanjske poveznice
- Ethnologue (14th)
- Ethnologue (15th)